# Thuyền buồm tại Đại hội Thể thao Đông Nam Á 1983
Thuyền buồm tại Đại hội Thể thao Đông Nam Á năm 1983 được tổ chức từ ngày 31 tháng 5 đến ngày 4 tháng 6 năm 1983 tại Changi Water Sport Complex, Singapore. Phân môn này bao gồm nhiều nội dung trọng yếu trong thể thao dưới nước như thuyền đua buồm, lướt nước bằng ván và kéo.
Đoàn thể thao Indonesia nhất toàn đoàn môn thuyền buồm với 7 huy chương vàng.

## Tóm tắt kết quả

### Đua thuyền buồm
| Nội dung      | Vàng                          | Bạc                               | Đồng                                 |
| ------------- | ----------------------------- | --------------------------------- | ------------------------------------ |
| Lark          | Lock Hong Kit Leow Cheng Hong | Heryono Soekarno Sani Hamdani     | Vinal Vongtim B. Maneenopaat         |
| 470           | Khor Chek Leong Siew Shaw Her | Tun Thein Than Sein               | Pudji Ganefo Iryanto Kris Subiantoro |
| Hobbie 16     | Tan Tee Suan Edwin Low        | Santi Thamasucharit S. Tipavongse | Vicente Herrera Vivian Veloso        |
| International | Eddy Sulistyanto              | Tang Wai Chee                     | Khin Thein                           |
| Maxi Laser    | Singapore                     | Indonesia                         | Philippines                          |

### Lướt ván buồm
| Nội dung   | Vàng              | Bạc               | Đồng             |
| ---------- | ----------------- | ----------------- | ---------------- |
| Windglider | Policarpio Ortega | Ramli Bain        | Bamroong Ruamsap |
| Mistral    | W. Wichithong     | Tan Eng Guan      | Ho Kah Soon      |
| Windsurfer | Saard Panyawan    | Ramle Mohd Salleh | Chong Chin Nan   |

### Trượt nước nam
| Nội dung         | Vàng             | Bạc            | Đồng               |
| ---------------- | ---------------- | -------------- | ------------------ |
| Cá nhân          | Fath Daud Wangka | Jaime Legarda  | Prospero Olivas    |
| Jumps            | Fath Daud Wangka | Jaime Legarda  | Prospero Olivas    |
| Slalom           | Fath Daud Wangka | Jasmin Hussein | Jaime Legarda      |
| Tricks           | Anoy Tulong      | William Teo    | Fath Daud Wangka   |
| Đồng đội hỗn hợp | Indonesia        | Philippines    | Singapore Malaysia |

### Trượt nước nữ
| Nội dung | Vàng                | Bạc              | Đồng           |
| -------- | ------------------- | ---------------- | -------------- |
| Cá nhân  | Margarita Villareal | Inawati Setiawan | Nunik Nudiarty |
| Jumps    | Margarita Villareal | Inawati Setiawan | Nunik Nudiarty |
| Tricks   | Herawati Aisyah     | Inawati Setiawan | Nunik Nudiarty |
| Slalom   | Margarita Villareal | Inawati Setiawan | Leobeth Ylaya  |

## Bảng huy chương
| Hạng               | Đoàn               | Vàng | Bạc | Đồng | Tổng số |
| ------------------ | ------------------ | ---- | --- | ---- | ------- |
| 1                  | Indonesia (INA)    | 7    | 6   | 5    | 18      |
| 2                  | Philippines (PHI)  | 4    | 3   | 6    | 13      |
| 3                  | Singapore (SIN)    | 4    | 3   | 2    | 9       |
| 4                  | Thái Lan (THA)     | 2    | 1   | 2    | 5       |
| 5                  | Malaysia (MAS)     | 0    | 3   | 2    | 5       |
| 6                  | Myanmar (MYA)      | 0    | 1   | 1    | 2       |
| Tổng số (6 đơn vị) | Tổng số (6 đơn vị) | 17   | 17  | 18   | 52      |